# Senožete, Krško
Senožete so majhno  naselje v Občini Krško.